# 八坂の大滝
八坂の大滝（やさかのおおたき）または八坂大滝は、長野県大町市八坂にある滝。滝の裏側に回って見ることもできることから、裏見の滝ともいう。

## 概要
八坂の大滝は、大町市東部の八坂地区を流れる作の平沢に懸かる滝である。水源は城山（標高952.1メートル）で、むき出しとなった巨大な岩の塊の中央にあるくびれた部分から一筋の水となって金熊川へと流れ落ちる。その落差は50メートルである。
1936年（昭和11年）に発行された『長野縣町村誌』によれば、水が落ちる様はまるで銀糸を垂らしたようであり、籠彫という彫刻を施したような左右の岩壁もあって、道行く人は目を驚かせて立ち止まると評された。冬、寒さが厳しくなると氷瀑となり、ゆうに高さ30メートルに達する氷柱が滝壺から立ち上がる。
滝のそばにある祠には弘法大師がまつられており、地元では大滝の弘法様と呼ばれ、親しまれている。

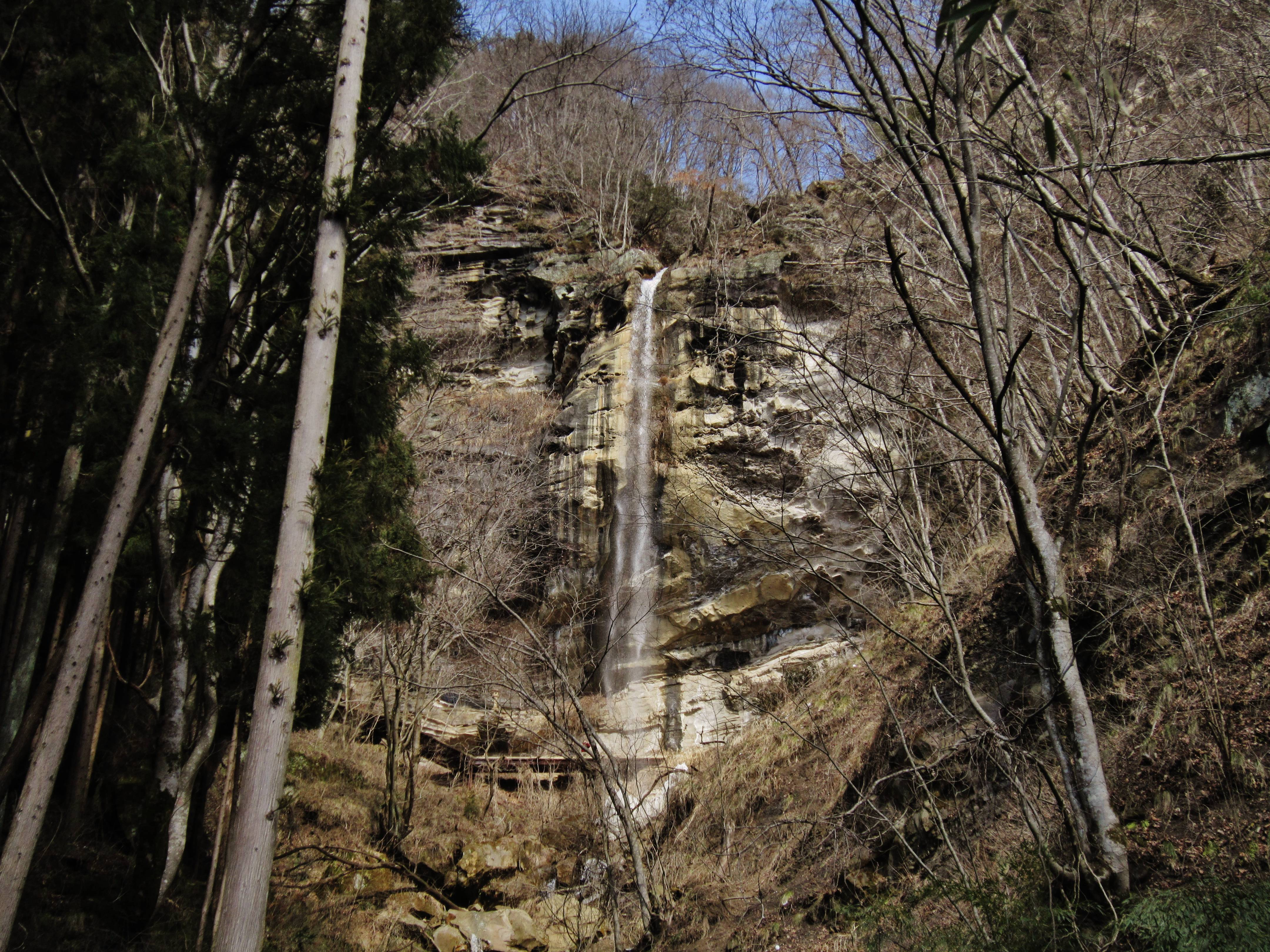
林の中の八坂の大滝
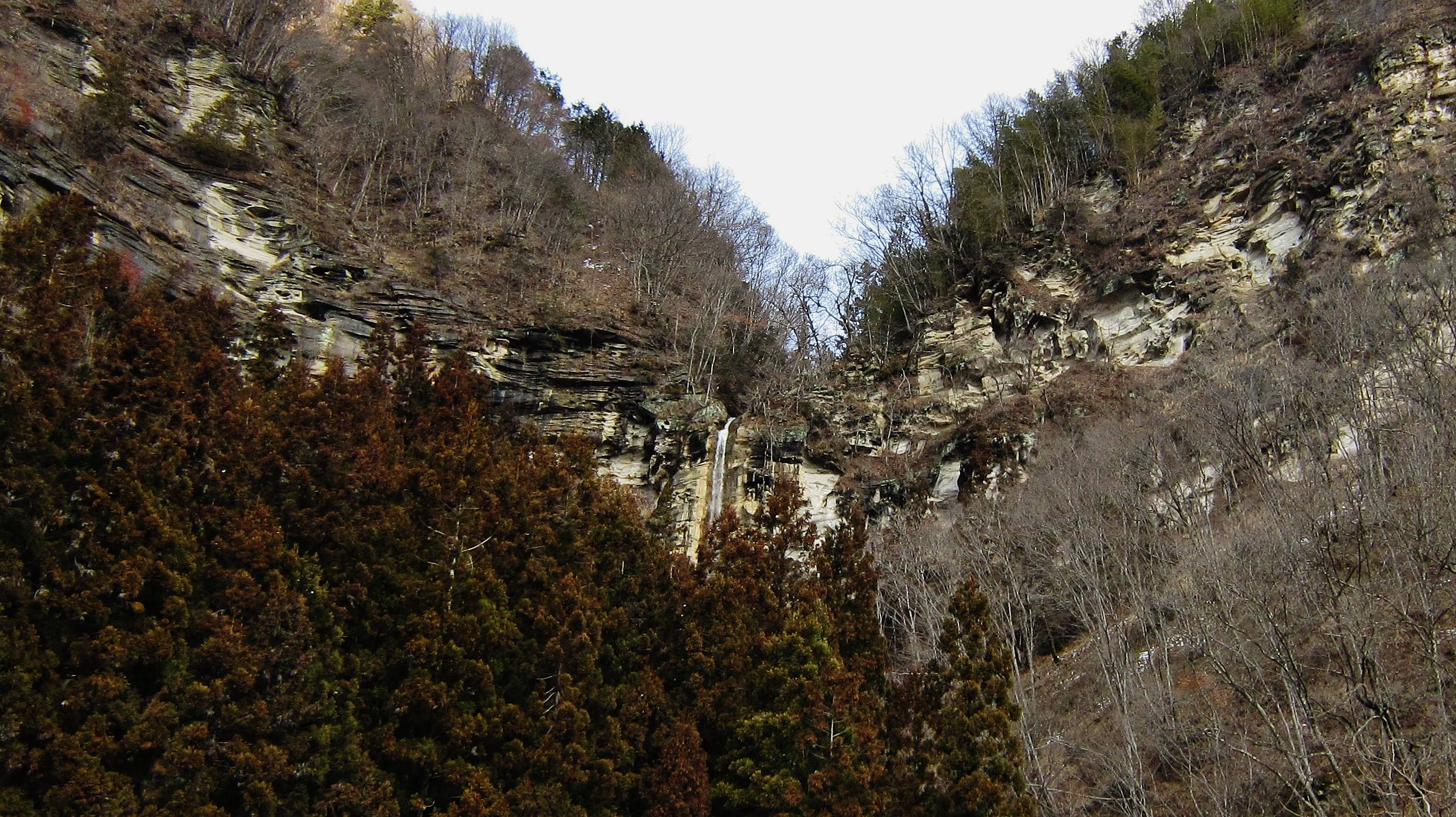
金熊川を挟んで対岸より

## アクセス
自家用自動車
長野自動車道・安曇野インターチェンジから45分間。または麻績インターチェンジから25分間。
公共交通機関
JR大糸線・信濃大町駅からタクシーに乗車、20分間。
大町市民バス ふれあい号 八坂コース・「信濃大町駅バス停」から「小松尾バス停」で下車。